# Rzecznik Praw Pasażera Kolei

Logo Rzecznika Praw Pasażera Kolei

Rzecznik Praw Pasażera Kolei jest instytucją pomagająca konsumentom rozwiązywać spory z przedsiębiorstwami kolejowymi na drodze postępowania polubownego.

## Zadania
Rzecznik Praw Pasażera Kolei zajmuje się pozasądowym rozstrzyganiem sporów pomiędzy pasażerami a przewoźnikami kolejowymi, zarządcami infrastruktury kolejowej, właścicielami dworca bądź zarządzającymi dworcem.
Spory dotyczą zobowiązań umownych, w tym sprzedawcy biletów lub operatora turystycznego, wobec pasażera, wynikających z umów przewozu w transporcie kolejowym oraz w sprawach dotyczących usług świadczonych przez przewoźnika kolejowego, zarządcę infrastruktury kolejowej, właściciela dworca bądź zarządzającego dworcem.
Rzecznik Praw Pasażera Kolei rozstrzyga spory w sprawach indywidualnych w sytuacjach, w których pasażer zwraca się do przedsiębiorcy z konkretnym roszczeniem, tj. na przykład o wypłatę odszkodowania za opóźnienie pociągu, utratę połączenia, zniszczony bagaż, uszkodzenie ciała czy też o zwrot ceny niewykorzystanego biletu, i otrzymuje od niego decyzję odmowną. Po wyczerpaniu postępowania reklamacyjnego niezadowolony pasażer może złożyć wniosek o wszczęcie postępowania polubownego przed Rzecznikiem.
Wartość przedmiotu sporu pasażerskiego, która może być przedmiotem postępowania polubownego, nie może być niższa niż 10 zł ani wyższa niż 20 000 zł.

## Postępowania polubowne
Konsument może rozpocząć postępowanie składając wniosek do Rzecznika w formie pisemnej lub za pośrednictwem formularza na stronie www. Postępowanie ma na celu rozwiązanie sporu i polega na przedstawieniu stronom niewiążącej propozycji rozstrzygnięcia. Udział w postępowaniu jest dobrowolny, a strony mogą się z niego wycofać na dowolnym etapie. Rzecznik ma 90 dni na przeprowadzenie postępowania, liczone od dnia doręczenia kompletnego wniosku o wszczęcie postępowania. W przypadku sporu szczególnie skomplikowanego termin ten może być przedłużony. Postępowanie kończy się sporządzeniem protokołu, który uwzględnia przynajmniej informację o jego wyniku. Postępowanie jest dla pasażera wolne od opłat i jest prowadzone w języku polskim.
W okresie od lutego do października 2017 r. do Rzecznik Praw Pasażera Kolei o pomoc zwróciło się 175 osób, w 102 sprawach wszczęto postępowania polubowne. Rzecznik nie miał do tej pory podstaw, aby odmówić prowadzenia postępowania.

## Rzecznik
1 lutego 2017 r. Prezes Urzędu Transportu Kolejowego Ignacy Góra powołał na stanowisko Rzecznika Praw Pasażera Kolei Joannę Marcinkowską. Kadencja Rzecznika wynosi 5 lat.

## Obsługa Rzecznika oraz siedziba
Obsługę organizacyjną Rzecznika zapewnia Urząd Transportu Kolejowego, w którego siedzibie urzęduje Rzecznik. Wykonuje on swoje zadania przy pomocy zespołu – pracowników UTK. Rzecznik i osoby pracujące w zespole Rzecznika działają niezależnie od Prezesa UTK. Osoby prowadzące postępowania nie kierują się zaleceniami tego organu, w tym nie są związane ustaleniami z postępowań nadzorczych czy interwencyjnych prowadzonych przez Prezesa UTK.

## Budżet
Maksymalny limit wydatków budżetu państwa przeznaczonych na wykonywanie zadań Rzecznika Praw Pasażera Kolei został w latach 2017–2026 określony na 364 000 zł rocznie.

## Instytucja Rzecznika
Podstawą prawną funkcjonowania Rzecznika jest regulacja zawarta w rozdziale 3a „Rzecznik Praw Pasażera Kolei oraz pozasądowe rozwiązywanie sporów konsumenckich” ustawy z dnia 28 marca 2003 r. o transporcie kolejowym, który został dodany na mocy ustawy z dnia 23 września 2016 r. o pozasądowym rozwiązywaniu sporów konsumenckich.
Uchwalenie ustawy o pozasądowym rozwiązywaniu sporów konsumenckich miało na celu implementację Dyrektywy Parlamentu Europejskiego i Rady 2013/11/UE z dnia 21 maja 2013 r. w sprawie alternatywnych metod rozstrzygania sporów konsumenckich oraz zmiany rozporządzenia (WE) nr 2006/2004 i dyrektywy 2009/22/WE, a także Rozporządzenia Parlamentu Europejskiego i Rady (UE) nr 524/2013 z dnia 21 maja 2013 r. w sprawie internetowego systemu rozstrzygania sporów konsumenckich oraz zmiany rozporządzenia (WE) nr 2006/2004 i dyrektywy 2009/22/WE.